# Synagoga w Gorzowie Wielkopolskim
Synagoga w Gorzowie Wielkopolskim – nieistniejąca synagoga znajdująca się w Gorzowie Wielkopolskim, przy dzisiejszej ulicy Łazienki, dawnej Baderstrasse.
Synagoga została zbudowana w latach 1853–1854 na miejscu starej synagogi, według projektu architekta Tietza. Podczas nocy kryształowej z 9 na 10 listopada 1938 roku, bojówki hitlerowskie spaliły synagogę. Po zakończeniu II wojny światowej rozebrano jej ruiny. W latach 70. na jej miejscu wzniesiono blok mieszkalny.
Murowany z cegły budynek synagogi wzniesiono na planie prostokąta, w stylu neoromańskim. W narożnikach znajdowały się sterczyny, zwieńczone iglicami z gwiazdą Dawida. Swoim wystrojem zewnętrznym nawiązywała do średniowiecznego budownictwa warownego.
Wewnątrz w zachodniej części znajdował się przedsionek, z którego wchodziło się do głównej sali modlitewnej, którą z trzech stron otaczały galerie dla kobiet. Wąskie i wysokie okna były ozdobione motywami talmudycznymi, na ścianach znajdowały się cytaty z Talmudu. W centralnym miejscu znajdowała się metalowa bima, za którą w szafie ołtarzowej przechowywano zwoje z Torą. Podłogę pokrywała terakotowa, bogato zdobiona posadzka.